# Talisia ghilleana
Talisia ghilleana är en kinesträdsväxtart som beskrevs av Acev.-rodr.. Talisia ghilleana ingår i släktet Talisia och familjen kinesträdsväxter. Inga underarter finns listade i Catalogue of Life.